# Gobio krymensis
Gobio krymensis és una espècie de peix cipriniforme de la família dels ciprínids.